# Shaniko
Shaniko est une municipalité américaine située dans le comté de Wasco en Oregon. Lors du recensement de 2010, sa population est de 36 habitants.

## Géographie
Shaniko est située sur un plateau, à environ 1 000 mètres d'altitude. Traversée par la U.S. Route 97, la municipalité s'étend sur 0,50 mille carré (1,29 km2).

## Histoire
Shaniko est fondée en 1900 lors de l'arrivée du Columbia Southern Railroad. Elle est nommée en l'honneur d'August Scherneckau, appelé Shaniko par les amérindiens, dont le ranch était une halte sur la route entre The Dalles et le centre de l'État.
Terminus de la ligne de chemin de fer, la localité est alors un important centre d'échange de la région, exportant notamment de laine. Shaniko devient une municipalité le 13 mars 1901. Après la fermeture du Columbia Southern Railroad en 1911, la ville est peu à peu désertée. Aujourd'hui en grande partie inhabitée, elle est considérée comme une « ville fantôme ».
De nombreux bâtiments du centre historique de Shaniko, datant des années 1900, sont inscrits au Registre national des lieux historiques depuis 1982.

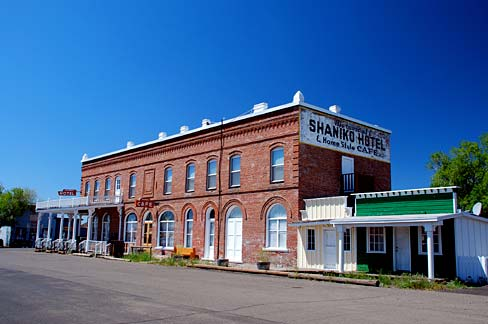
L'hôtel Shaniko
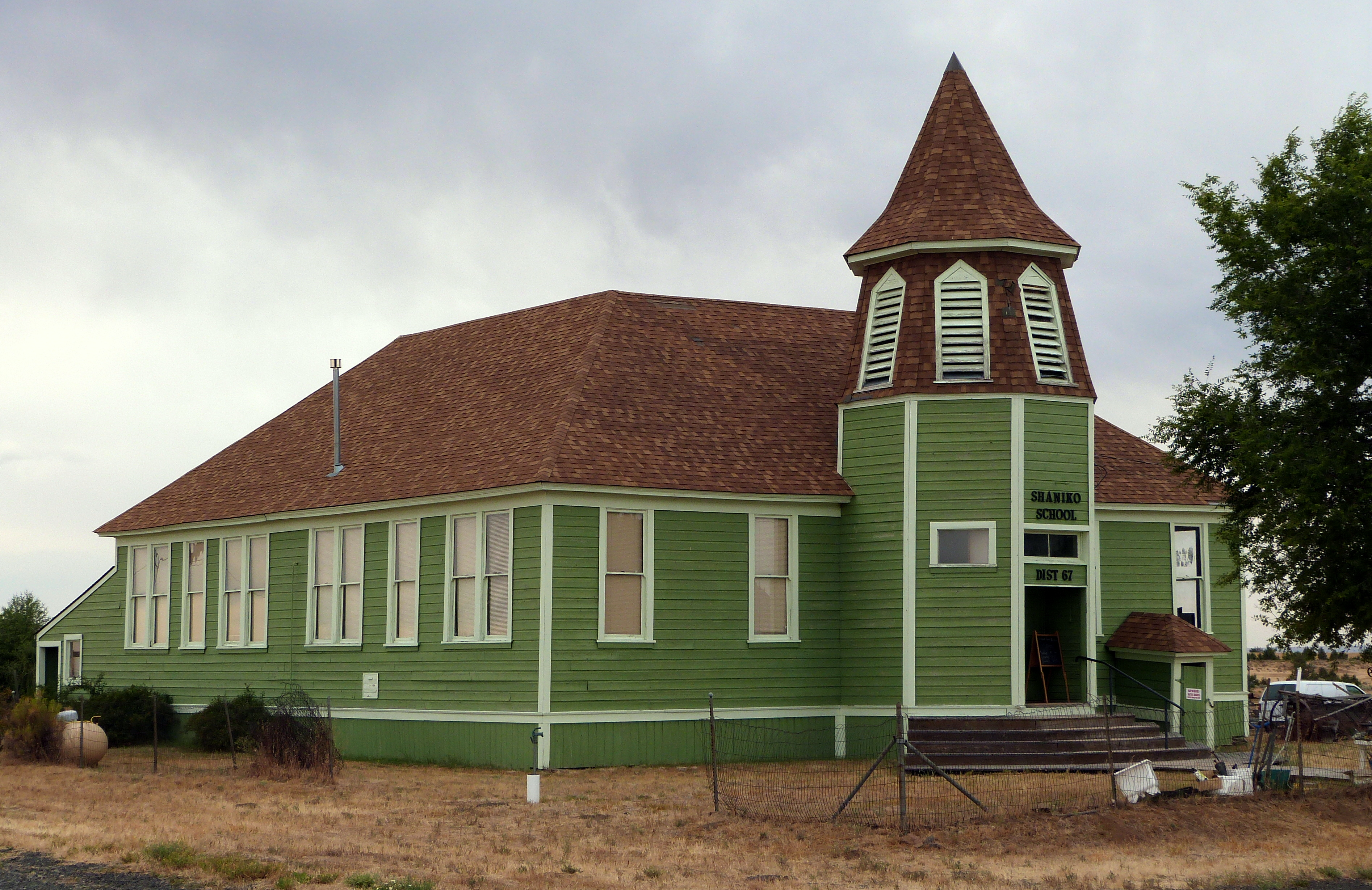
L'ancienne école
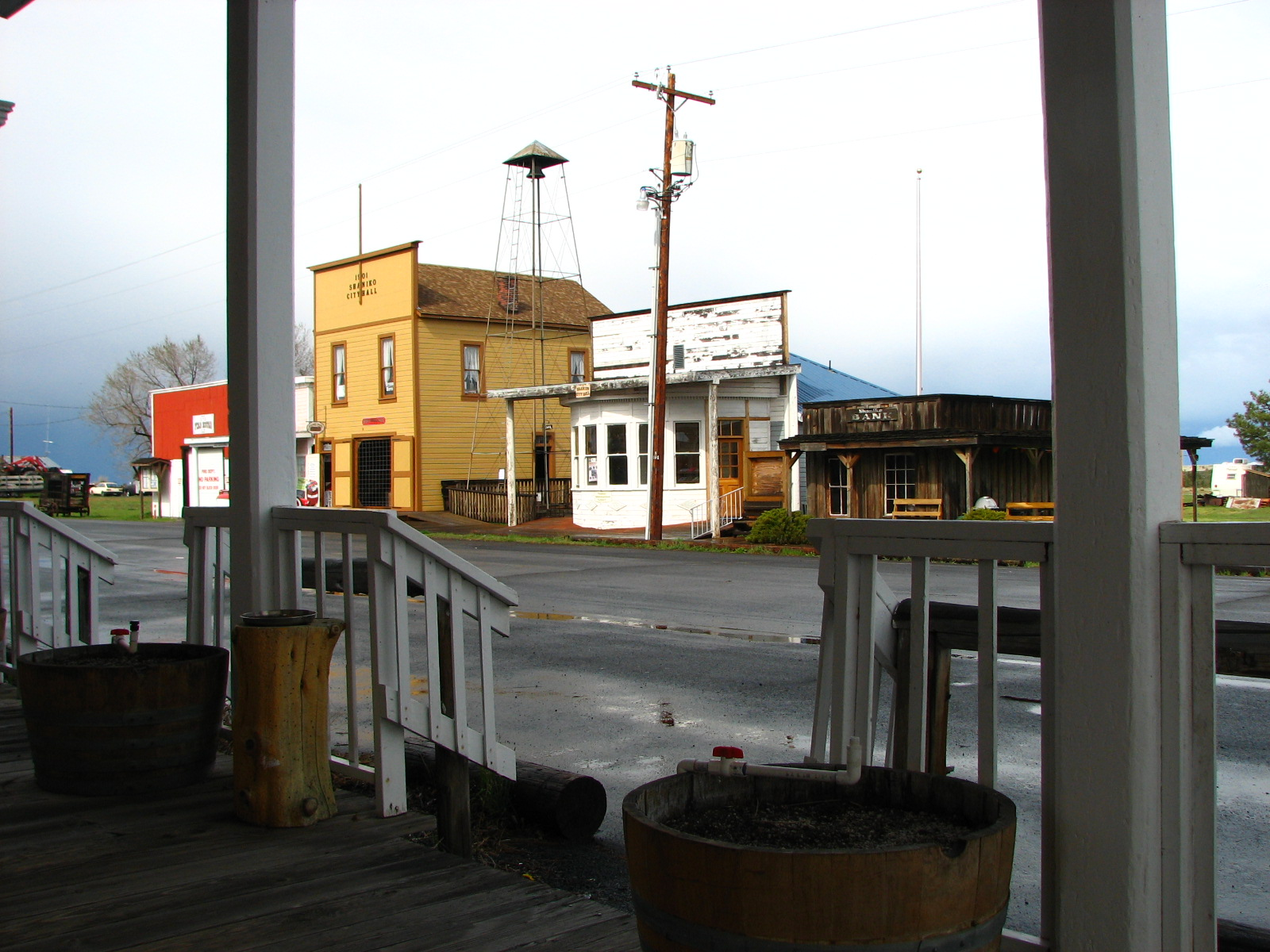
E Street
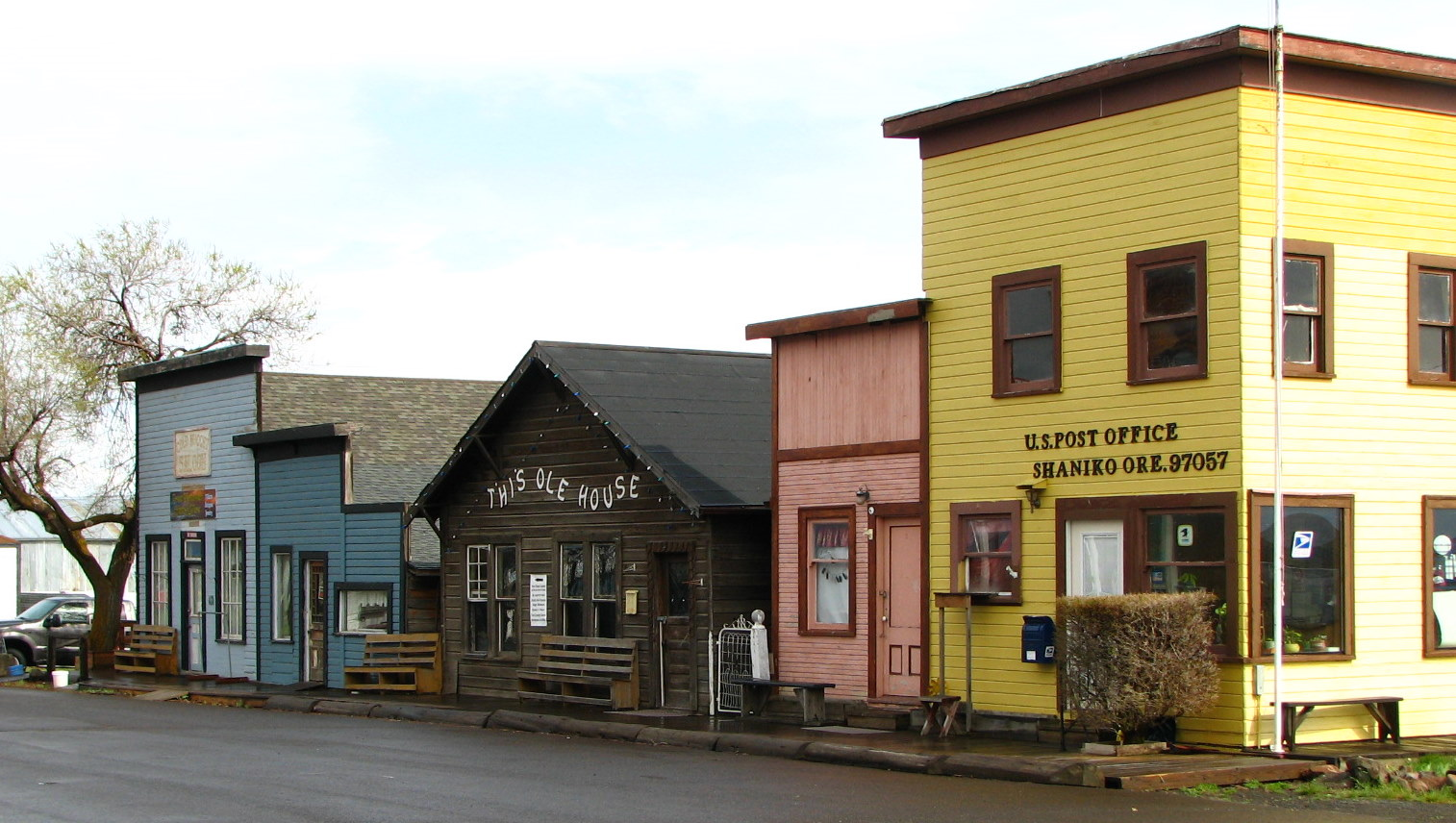
4th Street
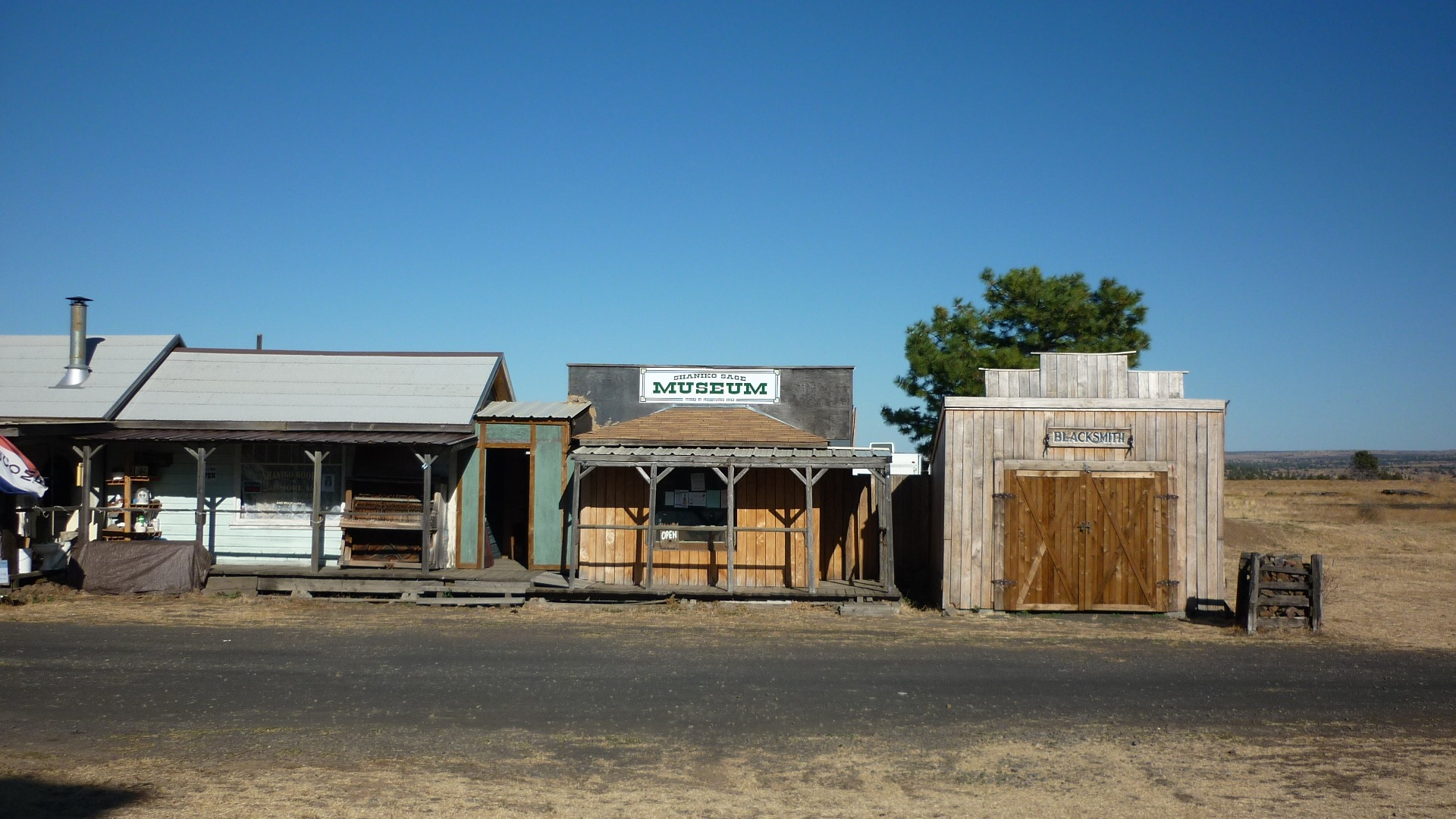
Le musée